# الانتخابات البرلمانية الأفغانية 2018
الانتخابات البرلمانية الأفغانية 2018 كان من المقرر أن تعقد في أفغانستان في 15 أكتوبر عام 2016، لانتخاب أعضاء مجلس الشعب ، ولكن تم تأجيلها إلى 7 يوليو 2018 ، ثم مرة أخرى إلى 20 أكتوبر 2018.